# Tystberga-Bälinge distrikt
Tystberga-Bälinge distrikt är ett distrikt i Nyköpings kommun och Södermanlands län. 
Distriktet ligger öster om Nyköping. 

## Tidigare administrativ tillhörighet
Distriktet inrättades 2016 och utgörs av socknarna Tystberga och Bälinge i Nyköpings kommun.
Området motsvarar den omfattning Tystberga-Bälinge församling hade 1999/2000 och fick 1998 när socknarnas församlingar slogs samman.